# Teorema ariilor
În orice triunghi dreptunghic, produsul lungimii catetelor este egal cu produsul dintre lungimea ipotenuzei și lungimea înălțimii  corespunzătoare acesteia. Justificarea este imediată, considerând că aria triunghiului are aceeași valoare, indiferent de care latură este considerată "bază".
Consecință: Lungimea înălțimii dusă din vârful unghiului drept este egală cu produsul lungimii catetelor împărțit la lungimea ipotenuzei.